# Bruno Silić
Bruno Silić (Split, 1. prosinca 1958. – Zagreb, 18. siječnja 2004.), hrvatski vaterpolski trener, drugi izbornik hrvatske vaterpolske reprezentacije (1993. – 1998.). Trenirao je Jadran iz Splita (1986. – 1990.), Triglav iz Kranja (1991.), Glyfadu (1992. i 1993.) i Mladost iz Zagreba (1993. – 1995., 2000. – 2001.). S potonjim klubom osvojio je tri naslova prvaka Hrvatske i Kup LEN-a.